# Mistrovství Evropy v boxu 1993
XXX. mistrovství Evropy v boxu proběhlo ve Burse, Turecko ve dnech 6. až 12. září 1993. Organizátorem turnaje mistrovství Evropy byla European Amateur Boxing Association (EABA).

## Česká a slovenská stopa
Reprezentační přípravu provázeli v roce 1993 po zániku Československa problémy s občanstvími. Český reprezentační kádr tvořili povětšinou boxeři ze Slovenska, kteří byli v minulosti staženi do českých středisek vrcholového sportu. Do začátku květnového mistrovství světa si nestihli z různých důvodů vyřídit české občanství Gabriel Hencz, Konštantín Flachbart, Peter Rusnák, Peter Hrivňák a Tibor Rafael. U Rafaela problém s českým občanstvím přetrvával i přes léto. Důvod proč mu úřady odmítaly i přes trvalý pobyt v Česku udělit občanství byl trestný čin, po kterém byl soudem odsouzený k podmíněnému trestu odnětí svobody. Šéftrenér reprezentace Svatopluk Žáček žádal dopisem Václava Havla o udělení milosti pro Rafaela a prezident Havel jeho žádosti vyhověl. Tibor Rafael získal české občanství pár dní před odletem na zářiové mistrovství světa.
Vedoucí výpravy: Milan Nový, šéftrenér české reprezentace: Svatopluk Žáček, fyzioterapeut: Jiří Madar
Na mistrovství Evropy startovalo za Česko 8 boxerů:
- −51 kg: Gabriel Hencz (* 1968) z SKP Sever Ústí nad Labem
- −54 kg: Konštantín Flachbart (* 1972) z SKP Sever Ústí nad Labem
- −60 kg: Tibor Rafael (* 1970) z SKP Sever Ústí nad Labem
- −67 kg: Pavel Dostál (* 1973) z TJ US Praga Praha
- −71 kg: Pavol Polakovič (* 1974) z ASO Dukla Olomouc
- −75 kg: Ľudovít Plachetka (* 1971) z SKP Kometa Brno
- −91 kg: Peter Hrivňák (* 1965) z Mnichova (GER)
- +91 kg: Jan Bezvoda (* 1974) z SKP Kometa Brno

Šéftrenér slovenské reprezentace: Tibor Hlavačka, trenér slovenské reprezentace: Peter Jakab
Na mistrovství Evropy startovali za Slovensko 3 boxeři:
- −54 kg: Stanislav Vagaský (* 1974) z BK Agro Vranov nad Topľou
- −71 kg: Anton Lašček (* 1967) z BC ZŤS Martin
- −81 kg: Michal Román (* 1972) z BC Galanta/TJ Atóm Jaslovské Bohunice (liga)

Tibor Rafael dosáhl v roce 1993 unikátního zápisu do historie sportu, když v jednom roce získal medaile ze dvou vrcholných sportovních akcích pro dva různé suverénní státy.

## Výsledky
| Muži     | Zlato                         | Stříbro                | Bronz                     | Bronz                     |
| -------- | ----------------------------- | ---------------------- | ------------------------- | ------------------------- |
| –48 kg   | Daniel Petrov (BUL)           | Pál Lakatos (HUN)      | Mikko Mantere (FIN)       | Eduard Gajfullin (RUS)    |
| –51 kg   | Rovšan Husejnov (AZE)         | Rico Kubat (GER)       | Vladislav Najman (ISR)    | Kadir Yıldırım (TUR)      |
| –54 kg   | Raimkul Malachbekov (RUS)     | Robert Ciba (POL)      | István Kovács (HUN)       | Claudiu Cristache (ROU)   |
| –57 kg   | Serafim Todorov (BUL)         | Ramaz Palijani (GEO)   | Vjačeslav Vlasov (RUS)    | Paul Griffin (IRL)        |
| –60 kg   | Jacek Bielski (POL)           | Tibor Rafael (CZE)     | Mechak Gazarjan (ARM)     | Pa'ata Gvasalija (GEO)    |
| –63,5 kg | Nurhan Süleymanoğlu (TUR)     | Oktay Urkal (GER)      | Leonard Doroftei (ROU)    | Armen Gevorgjan (ARM)     |
| –67 kg   | Vitalijus Karpačiauskas (LTU) | Kenan Öner (TUR)       | Andreas Otto (GER)        | Michail Savičev (BLR)     |
| –71 kg   | Francisc Vaștag (ROU)         | Orhan Delibaş (NED)    | Chusejn Kurbanov (RUS)    | Bert Schenk (GER)         |
| –75 kg   | Dirk Eigenbrodt (GER)         | Alexandr Lebzjak (RUS) | Akın Kuloğlu (TUR)        | Oleksandr Davydenko (UKR) |
| –81 kg   | Igor Kšinin (RUS)             | Sinan Şamil Sam (TUR)  | Rostislav Zauličnyj (UKR) | Sven Ottke (GER)          |
| –91 kg   | Giorgi Kandelaki (GEO)        | Don Diego Poeder (NED) | Daniel Williams (ENG)     | Jorgos Stefanopulos (GRE) |
| +91 kg   | Svilen Rusinov (BUL)          | Zurab Sarsanija (GEO)  | Mika Kihlström (FIN)      | Kevin McCormack (WAL)     |

## Medailová bilance
V boxu se rozdělilo celkem 12 sad medailí.
| Pořadí | Stát              |       | Muži    | Muži  | Muži | Celkem |
| Pořadí | Stát              | Zlato | Stříbro | Bronz |      | Celkem |
| ------ | ----------------- | ----- | ------- | ----- | ---- | ------ |
| 1.     | Bulharsko (BUL)   |       | 3       | 0     | 0    | 3      |
| 2.     | Rusko (RUS)       |       | 2       | 1     | 3    | 6      |
| 3.     | Německo (GER)     |       | 1       | 2     | 3    | 6      |
| 4.     | Turecko (TUR)     |       | 1       | 2     | 2    | 5      |
| 5.     | Gruzie (GEO)      |       | 1       | 2     | 1    | 4      |
| 6.     | Polsko (POL)      |       | 1       | 1     | 0    | 2      |
| 7.     | Rumunsko (ROU)    |       | 1       | 0     | 2    | 3      |
| 8.     | Ázerbájdžán (AZE) |       | 1       | 0     | 0    | 1      |
| 8.     | Litva (LTU)       |       | 1       | 0     | 0    | 1      |
| 10.    | Nizozemsko (NED)  |       | 0       | 2     | 0    | 2      |
| 11.    | Maďarsko (HUN)    |       | 0       | 1     | 1    | 2      |
| 12.    | Česko (CZE)       |       | 0       | 1     | 0    | 1      |
| 13.    | Finsko (FIN)      |       | 0       | 0     | 2    | 2      |
| 13.    | Arménie (ARM)     |       | 0       | 0     | 2    | 2      |
| 13.    | Ukrajina (UKR)    |       | 0       | 0     | 2    | 2      |
| 16.    | Izrael (ISR)      |       | 0       | 0     | 1    | 1      |
| 16.    | Anglie (ENG)      |       | 0       | 0     | 1    | 1      |
| 16.    | Irsko (IRL)       |       | 0       | 0     | 1    | 1      |
| 16.    | Bělorusko (BLR)   |       | 0       | 0     | 1    | 1      |
| 16.    | Řecko (GRE)       |       | 0       | 0     | 1    | 1      |
| 16.    | Wales (WAL)       |       | 0       | 0     | 1    | 1      |
| Celkem | Celkem            |       | 12      | 12    | 24   | 48     |